# Кочковатка (Астраханская область)
Кочковатка — село Харабалинского района Астраханской области, административный центр Кочковатского сельсовета.

## География
Село Кочковатка расположено на склонах степей, спускающихся к Волго-Ахтубинской пойме, на берегах озёр Кочкарное и Алёшино, в 22 километрах к северо-западу от города Харабали. Через село проходит автодорога Астрахань — Ахтубинск — Волгоград.

## История
Село обязано своему названию озеру Кочковатое (позже в этом озере стали выпаивать овец, и поэтому прозвали Кочкарным). Так как весной эта местность заливалась водой, вся местность покрывалась кочками. Отсюда и название села — Кочковатка.
Точная дата основания села неизвестна. По одним данным Кочковатка была образована в 1740—1750-х годах. По-другим село основано в 1848 году, когда правительством было разрешено заселить пустующие земли. По третьим основание села произошло в 20 годах 19 века. Поселенцы прибывали в Кочковатку из разных мест центральной России, в основном из Пензенской, Тамбовской и Воронежской губерний.
В 1930 году в селе был организован колхоз «Животновод».

## Население
| 2002 | 2010  |
| ---- | ----- |
| 1607 | ↘1597 |

Этнический состав
| Национальность | Численность | Процент |
| -------------- | ----------- | ------- |
| Русские        | 789         | 49,19%  |
| Казахи         | 773         | 48,19%  |
| Молдаване      | 18          | 1,12%   |
| Карелы         | 6           | 0,37%   |
| Украинцы       | 5           | 0,31%   |
| Немцы          | 4           | 0,25%   |
| Корейцы        | 3           | 0,19%   |
| Цыгане         | 3           | 0,19%   |
| Чеченцы        | 3           | 0,19%   |
| Всего          | 1604        | 100%    |

## Социальные учреждения
В селе действуют средняя школа, детский сад, библиотека, дом культуры, ФАП.